# 水塔糕
水塔糕是浙江宁波的一种传统点心，宁波人在八月十六也就是中秋后一天有吃水塔糕的习俗。